# Ким Джэёль
Ким Джэёль  (кор. 김재열; род. 14 октября 1968, Сеул, Республика Корея) — южнокорейский спортивный функционер. 12-й президент Международного союза конькобежцев (ISU) с 10 июня 2022 года.
Ким Джэёль — второй сын журналиста ежедневной газеты «Тона ильбо» Ким Бёнгвана. В 2000 году женился на Ли Сохён, младшей сестре Ли Джэёна. Имеет трёх дочерей и сына.
Имеет степень бакалавра международной политики Уэслианского университета, степень магистра международной политики Университета Джонса Хопкинса и степень магистра делового администрирования Стэнфордского университета.
До президентства в Международном союзе конькобежцев имел 25-летний опыт работы на руководящих должностях в различных компаниях — Sports Business, Cheil Worldwide, Samsung Engineering и Samsung Global Strategy Group.
В 2011—2016 годах был президентом Союза конькобежцев Республики Корея. После чего стал одним из десяти членов Совета Международного союза конькобежцев — исполнительного органа организации.
Занимал должность исполнительного вице-президента Организационного комитета Олимпийских игр 2018 года в Пхёнчхане. За вклад в организацию Игр 2018 года награждён Олимпийским орденом Международного олимпийского комитета. Является членом Координационной комиссии МОК по проведению Олимпийских игр 2026 года.
В 2022 году был избран президентом Международного союза конькобежцев, заменив на этом посту Яна Дейкема, который возглавлял Союз на протяжении шести лет. Ким обошёл трёх других кандидатов: Патрисию Сент-Питер из США, Сусанну Рахкамо из Финляндии и Слободана Делича из Сербии. Тем самым стал первым президентом Международного союза конькобежцев не из Европы.